# Urolophus lobatus
Urolophus lobatus  (лат.) — вид рода уролофов семейства короткохвостых хвостоколов отряда хвостоколообразных. Является эндемиком южного побережья Западной Австралии. Встречается в умеренных прибрежных водах на глубине до 30 м. Грудные плавники этих скатов образуют округлый диск, ширина которого превышает длину. Дорсальная поверхность диска окрашена в песочный цвет. Между ноздрями имеется прямоугольная складка кожи, внутренний край каждой ноздри образует полукруглую кожаную лопасть, назначение которой неясно. Тонкий хвост оканчивается ланцетовидным хвостовым плавником, имеются латеральные складки кожи. В средней части хвостового стебля расположен зазубренный шип. Спинные плавники отсутствуют. Максимальная зарегистрированная длина 27 см.
Размножается яйцеживорождением. Эмбрионы питаются желтком и гистотрофом. В помёте 1 новорожденный. Беременность длится 10 месяцев. Самки приносят потомство ежегодно. Рацион состоит в основном из ракообразных, меньшую долю в нём составляют полихеты, моллюски и мелкие костистые рыбы. Не является объектом целевого лова. В качестве прилова попадается при коммерческом промысле.

## Таксономия
Впервые вид был научно описан австралийским ихтиологом Роландом МакКеем в 1966 году. Видовой эпитет происходит от слова греч. λοβός — «доля», «лепесток» и связан со строением ноздрей этих скатов. Особь, назначенная голотипом, была поймана на глубине 31—32 м к северо-востоку от острова Роттнест.

## Ареал
Urolophus lobatus обитают у юго-западного побережья Австралии от Эсперанса до острова Роттнест. Эти донные рыбы встречаются в прибрежных умеренных водах на глубине до 30 м. Они предпочитают песчаное дно и заросли водорослей. В северной части ареала держатся сравнительно дальше от берега. Сегрегация по возрасту и полу отсутствует.

## Описание
Широкие грудные плавники этих скатов сливаются с головой и образуют закруглённый диск, ширина которого намного превышает длину. Передний край диска почти прямой, заострённое мясистое рыло образует тупой угол и слегка выступает за края диска. Позади среднего размера глаз расположены брызгальца в виде запятых. Между ноздрями пролегает кожный лоскут с мелкобахромчатой нижней кромкой, переходящей по краям в полукруглые лопасти. Зубы маленькие, с ромбовидными основаниями. На дне ротовой полости имеются 9—10 пальцеобразных отростков, такие же отростки покрывают нижнюю челюсть. На вентральной стороне диска расположено 5 пар коротких жаберных щелей. Небольшие брюшные плавники закруглены.
Длина короткого хвоста составляет 97—100 % от длины диска. По обе стороны хвостового стебля пролегают складки кожи.  Хвост сужается и переходит в длинный и узкий листовидный хвостовой плавник. На дорсальной поверхности хвоста у хвостового плавника расположен зазубренный шип. Спинные плавники отсутствуют. Кожа лишена чешуи. Максимальная зарегистрированная длина 27 см. Окраска песочного цвета, края диска светлее. Вентральная поверхность белая. У некоторых особей вдоль хвоста пролегает тёмная полоса, а диск неравномерно покрыт пятнами. К кончику хвост темнеет.

## Биология
90 % рациона Urolophus lobatus составляют ракообразные, такие как мизиды, бокоплавы, креветки и кумовые раки, которых скаты ловят на дне или у дна. Кроме того, они охотятся на мелких костистых рыб, полихет и изредка на моллюсков. Скаты, чей диск не превышает 19 см в поперечнике, питаются в основном мизидами, бокоплавами и кумовыми раками, тогда как крупные особи охотятся в основном на креветок и рыб, их рацион в целом разнообразнее. Кроме того, состав рациона меняется сезонно, отражая наибольшую доступность креветок весной и осенью, а кумовых раков зимой и весной. На этих скатах паразитируют ленточные черви рода Acanthobothrium.
Подобно прочим хвостоколообразным Urolophus lobatus размножаются яйцеживорождением. У самок имеется одна функциональная матка, расположенная слева. Самки приносят потомство ежегодно. Спаривание происходит в октябре и ноябре, овуляция случается с середины ноября до середины января, самки способны сохранять сперму внутри себя в течение нескольких месяцев до оплодотворения.  Беременность длится 10 месяцев. Несмотря на то, что может быть оплодотворено до 6 яиц, развивается только 1, реже 2 эмбриона. Изначально зародыш питается желтком. К 5 месяцу развития он достигает длины 5,4 см в поперечнике. С 6 месяца эмбрион начинает питаться гистотрофом. Его диск и хвост обёрнуты вокруг шипа. Роды приходятся на конец октября и начало ноября. В помёте 1 новорожденный длиной около 11 см. Самки растут медленнее, но в целом они крупнее самцов. Самцы и самки достигают половой зрелости при длине 16 см и 20 см  в возрасте 2 и 3 года, соответственно. 

## Взаимодействие с человеком
Эти скаты не являются объектом целевого лова. В качестве прилова попадаются при коммерческом промысле креветок, интенсивный промысел в ареале отсутствует. Пойманных рыб, как правило, выбрасывают за борт, уровень выживаемости среди них довольно высок, несмотря на то, что беременные самки имеют тенденцию абортировать при поимке. Международный союз охраны природы присвоил этому виду статус сохранности «Вызывающий наименьшие опасения».